# Ällestad
Ällestad är en ort, belägen i Hällaryds socken i Karlshamns kommun. Från 2015 avgränsar SCB här en småort.